# Anna Murray Vail
Anna Murray Vail (7 de enero de 1863 Brooklyn, Nueva York- 18 de diciembre de 1955) fue una botánica estadounidense.

## Biografía
Nació en el lado este de Nueva York, primera hija de David Olyphant Vail y Cornelia Georgina (Nina) Van Rensselear. Por su lado materno, era descendiente de dos de las más elitistas familias holandesas de Nueva York, los Van Rensellaers y los Van Cortlandts. Su tataraabuelo fue el General Robert Van Rensselaer, que luchó en Ticonderoga durante la revolución estadounidense bajo las órdenes del hermano de su suegra, el general Philip Schuyler. Su hermana menor, Cornelia, casada con Henry Golden Dearth un distinguido pintor estadounidense. Su padre, David Olyphant Vail, era hijo de Benjamín C. y de Eliza Ann Archer de Vail. La conexión de David O. Vail con la familia Olyphant es a través de su abuela materna, Ann Mckenzie (1782 - 5 de noviembre de 1857). Su primer marido fue Zenón Archer, quien se casó en 1803. Su hija era Eliza Ann quien se casó con Benjamin Vail. Tras la muerte de Zenón, Ann McKenzie Archer casó con David W.C. Olyphant. David O. Vail está catalogado como un "comerciante" en un manifiesto de buques de 1862., y en la historia de la familia Van Rensselaer se describe como "... socio residente de la casa de Olyphant & Company en Shanghai, China."

### Actividades profesionales
Su primera educación fue en Europa, pero para 1895 estaba de vuelta en EE. UU. y trabaja siendo estudiante de la Universidad de Columbia con el botánico y geólogo Nathaniel Lord Britton, motorizando la fundación del Jardín Botánico de Nueva York, donde ella y Elizabeth Gertrude Britton participan activamente en su creación. En 1886 se graduó en Columbia. En 1900, fue la primera bibliotecaria del Jardín Botánico de Nueva York, y allí se jubiló en septiembre de 1907, siendo reemplazada por su colega John Barnhart.
Mientras en Nueva York, fue la autora de más de una docena de artículos científicos (ver bibliografía). Sus notas, conservadas en los Archivos y Manuscritos de la colección del Jardín Botánico de Nueva York, incluyen bocetos de algunas de las plantas que ella estudió.
En 1911 se trasladó a Francia. Durante la Primera Guerra Mundial, se convirtió en activista con el Fondo de América para los franceses heridos, llegando a ser su tesorera.
Una carta a la jefa de la organización con sede en EE. UU. la señora Schuyler Van Rensselaer, fue publicado en The New York Times La carta dice, en parte,
"Cada Departamento de la Cruz Roja ha prestado enfermeras y auxiliares, y del Fondo de América han dado todo lo que teníamos para la emergencia Si empeora, ofreceré mis servicios, por lo que puedo hacer las camas y limpiar, y ninguna parte de la obra me aterroriza, aunque yo no soy una enfermera entrenada ".

## Últimos años
Mientras vivía en Francia, adquirió una casa en Hericy. Allí pasó sus años restantes, continuando su trabajo como bibliotecaria hasta que una ceguera la obligó a detenerse. Murió en Vieux Logis el 18 de diciembre de 1955 y está enterrada en el cementerio municipal en Hericy.

## Obra
- anna m. Vail. 1890. Contributions to the botany of Virginia. Memoirs of the Torrey Bot. Club 2 (2)
- --------------. 1892. A preliminary list of the species of the genus Meibomia, Heist., occurring in the United States and British America. Bull. Torrey Bot. Club XIX (4)
- --------------. 1894. A study of the genus Psoralea in America. Bull. Torrey Bot. Club 21 (3)
- --------------. 1895. A Study of the Genus Galactia in North America. Bull. Torrey Bot. Club 22: 500–511
- --------------. 1895. The June flora of a Long Island swamp. Bull. Torr. Bot. Club 22: 374-378
- --------------. 1895. A revision of the North American species of the genus Cracca. Bull. Torrey Bot. Club XXII (1)
- n.l. Britton, anna m. Vail. 1895. An enumeration of the plants collected by M.E. Penard in Colorado during the summer of 1892. Contributions from the Herbarium of Columbia College; no. 75, New York: Columbia College
- anna m. Vail. 1899. Studies in the Leguminosae. I, II, III. Reimpreso de Bull. Torrey Bot. Club 23: 139-141, 30 de abril de 1896; 24: 14-18, 28 de enero de 1897; 26: 106-117, 18 de marzo de 1899. N. York: [Columbia University]
- daniel t. MacDougal, anna m. Vail, george h. Shull, john k. Small. 1905. Mutants and hybrids of the oenotheras. Carnegie Institut. of Washington, Publ. 24. Papers of Station for Experimental Evolution at Cold Spring Harbor 2, N. York
- anna m. Vail. 1905. Onagra grandiflora (Ait.) a species to be included in the North American Flora. Torreya 5: 9-10
- ---------------. 1907. Jane Colden, an early New York botanist. Torreya 7: 21-34. 28 F
- daniel t. MacDougal, anna m. Vail, george h. Shull. 1907. Mutations, variations and relationships of the oenotheras. Carnegie Instit. of Washington Publ. 81. Papers of the Station for Experimental Evolution 9

## Honores

### Eponimia
Género
- (Asclepiadaceae) Vailia Rusby[10]

Especies
- (Asclepiadaceae) Matelea vailiana Woodson[11]
- (Asteraceae) Isostigma vailiana Britton[12]
- La abreviatura «Vail» se emplea para indicar a Anna Murray Vail como autoridad en la descripción y clasificación científica de los vegetales.[13]